# Sachio Yoshida
Sachio Yoshida (吉田 幸生 Yoshida Sachio?), född 6 april 1980 i Yamanashi prefektur, är en japansk före detta fotbollsspelare.
Yoshida började sin karriär 1999 i Sanfrecce Hiroshima. 2002 flyttade han till Ehime FC. Han avslutade karriären 2004.